# Peder Ernerot
Peder Curt Carl Gunnarsson Ernerot, född 10 juni 1967 i Stockholm, är en svensk sångtextförfattare, kompositör, manusförfattare, copywriter,  krönikör och musiker.
Ernerot har tidigare varit medlem i grupperna Just D (där han kallade sig Pedda Pedd), Albino, Sverige och Djurgårdsbandet Sektion B. På meritlistan har han ett antal guldskivor, grammisar och en rockbjörn. Tillsammans med Gustave Lund skrev han låten "Bulletproof Heart" som framfördes av Autolove i Melodifestivalen 2004. Han har komponerat musik till teater och TV-serier samt skapat den animerade serien Da Möb tillsammans med Magnus Carlsson. Under 2013 släpptes hans första soloalbum "Anteckningar från källarhålet". 

## Film- och teatermusik i urval
- 1997 - Da Möb (TV-serie i Europa och USA)
- 2000 - Titta en älg (Teater Brunnsgatan 4 samt TV)
- 2002 - Vilse i pannkakan 2002 (Teater Brunnsgatan 4)
- 2005 - DASS (Uppsala stadsteater)
- 2009 - Selma & August (Stockholms Stadsteater)